# NGC 1104
NGC 1104 is een balkspiraalstelsel in het sterrenbeeld Walvis. Het hemelobject werd op 6 november 1864 ontdekt door de Duits-Deense astronoom Heinrich Louis d'Arrest.

## Synoniemen
- PGC 10634
- UGC 2287
- MCG 0-8-19
- ZWG 389.20
- IRAS02461-0028